# Marina Hands
Marina Hands (ur. 10 stycznia 1975 w Paryżu) – francuska aktorka filmowa i teatralna. 
Laureatka Cezara za główną rolę w filmie Kochanek lady Chatterley (2006) Pascale Ferran. Nominowana wcześniej do tej nagrody za rolę w obrazie Szare dusze (2005) Yves’a Angelo.
Zasiadała w jury sekcji "Cinéfondation" na 61. MFF w Cannes (2008).